# Molophilus gladiator
Molophilus gladiator là một loài ruồi trong họ Limoniidae. Chúng phân bố ở miền Australasia.